# 大国的兴衰
，是英国历史学家保罗·肯尼迪1987年首次出版的书，探讨了1500年到1980年间大国兴衰的政治和经济等方面，并预测了中国、日本、欧洲经济共同体、苏联和美国在20世纪末的发展。
本书是保罗·肯尼迪最为著名的著作，1987年兰登书屋第一版677页，出版后成为畅销书，并被认为是对大国史最为综合的论述。该书于1989年再版，704页。

## 漢譯本
1995年五南圖書出版正體中文版《霸權興衰史：1500至2000年的經濟變遷與軍事衝突》，張春柏等譯。
2006年国际文化出版公司出版簡體中文版《大国的兴衰：1500年到2000年的经济变迁和军事冲突》，陈景彪等译。由于译者认为作者对国际共产主义和社会主义制度存在曲解，对马克思理论和实践态度偏激，因此对此书进行删节，并未提到删节部分。